# Nitocris de Babilonia
Nitocris de Babilonia (c. 550 a. C.) fue una reina de Babilonia descrita por Heródoto en su obra Historias, quien la asocia con varios proyectos de construcción en Babilonia. Dice que era la esposa del último rey de la ciudad (Nabonido o Nabonides), y que engañó a Darío I colocando su tumba sobre una puerta para que el rey persa no pudiera pasar por debajo. Según cuenta también, dejó una inscripción misteriosa que sirvió como una trampa para los reyes codiciosos.

## Biografía
Fue una princesa de Babilonia, hija del rey Nabucodonosor II y su reina consorte Amitis de Media. Tuvo como hermano a Evilmerodac y como hermana a Kassaia.
Nitocris fue esposa de Nabonido, con quien tuvo un hijo llamado Belsasar, teniendo además tres hijas: Ennigaldi-Nanna, Ina-Esagila-risat y Akkabuʾunma.
Después de que el general conspirador Neriglisar hubo muerto, su hijo Labashi-Marduk siguió reinando en Babilonia durante 9 meses más en el año 556 a. C. pero, tras varias conspiraciones palaciegas, acabó asesinado por sus cortesanos. Nabonido ascendió entonces al trono junto con Nitocris.